# Parc Michel d'Ornano
El parque Michel d'Ornano (en francés : Parc Michel-d'Ornano) es un jardín botánico de 6 hectáreas de extensión. Se encuentra en Caen, Francia. 

## Historia

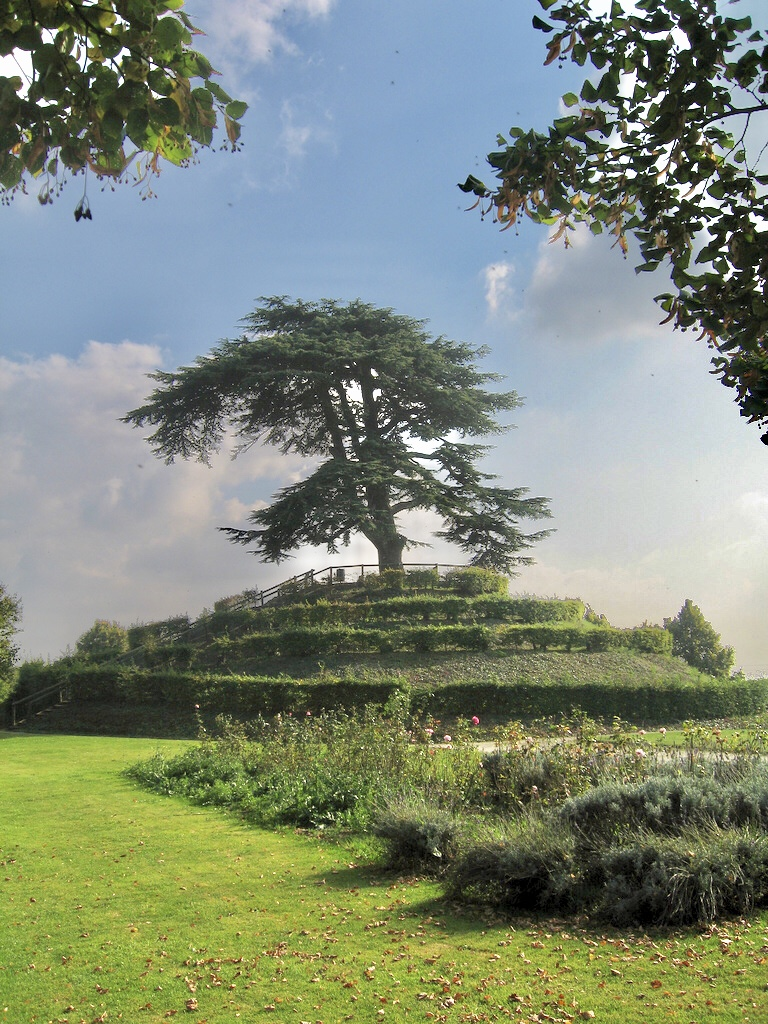
El cedro del Líbano plantado en 1849.

El parque se acondicionó en el siglo XVIII en los jardines de la abadía de las Damas. Francois-Philippe Charpentier dibujó su plano en 1774 a petición de la abadesa madame de Belsunce. A principios del siglo XIX, el jardín fue abandonado. En 1839, la madre superiora de los canónigos regulares que garantizaban los cuidados del Hospital de Caen, instalado en la abadía en 1823, decidió reacondicionar el parque y se erigió un otero para formar un belvedere. En 1849 plantaron un cedro del Líbano con el fin de conmemorar las masacres de los cristianos maronitas en Líbano en 1845.  
Cuando el hospicio Saint-Louis se transfirió a la abadía en 1908, tomó el nombre de "parc Saint-Louis". En 1983, el "Conseil régional de Basse-Normandie" (Consejo regional de la Baja Normandía) se volvió en el propietario de la abadía, abandonada desde 1975, y encargó las obras a los paisajistas Michel Bourne (Berlín) y Loïc Degroote (Caen) de volver a rediseñar el parque. Abrió de nuevo al público en septiembre de 1992 bajo el nombre de parque Michel d'Ornano.

## Descripción
Un gran paseo flanqueada de viejos tilos cruza el parque desde la entrada principal situada en la carretera de Ouistreham hasta cerca del "Hôpital Clemenceau". De cada lado, el espacio está partido por pequeños bosquetes. Delante de la abadía, se extienden céspedes dibujando parterres "à la Française".  
Al sur, el cedro del Líbano, sobresaliendo sobre un otero, es accesible por un sendero flanqueado de setos llamada "le Limaçon". Se estableció en 1849 por los canónigos regulares que sirvieron el Hôtel-Dieu y conmemora las masacres de los cristianos maronitas en Líbano en 1845. Desde la plataforma, se puede admirar uno de los más bellos panoramas sobre la ciudad de Caen y sus campanarios.